# Mike Beebe

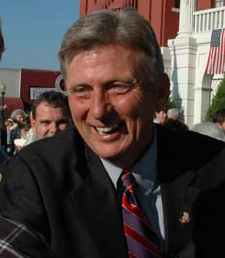
Mike Beebe

Michael Dale Beebe, mais conhecido como Mike Beebe (Amagon, Arkansas, 28 de dezembro de 1946), é um político norte-americano, pertencente ao Partido Democrata. Foi governador do estado norte-americano do Arkansas entre 2007 e 2015.